# Камдессю, Мишель
Мише́ль Камдессю́ (фр. Michel Camdessus; род. 1 мая 1933, Байонна) — французский экономист, директор-распорядитель Международного валютного фонда (МВФ) с 16 января 1987 до 14 февраля 2000 года (дольше всех на этом посту).

## Биография
Родился в семье журналиста.
Окончил юридический факультет Парижского университета, Институт политических исследований в Париже и Национальную школу администрации.
Работал в генеральной дирекции народного образования в Алжире, министерстве финансов и экономики Франции, был финансовым советником постоянного представительства Франции при Европейском экономическом сообществе (ЕЭС) в Брюсселе.
Вернувшись в 1968 году во Францию, занял пост начальника отдела финансирования промышленных предприятий во французском казначействе. В 1971 году стал заместителем директора, а с 1982 года — директором казначейства.
С декабря 1982 по декабрь 1984 года был председателем Валютного комитета Европейского Экономического Сообщества. Одновременно занимал ответственные посты во Французском банке. В августе 1984 года он был назначен заместителем управляющего, затем в ноябре 1984 года — управляющим Банком Франции. В этот же период был администратором Центрального банка стран Западной Африки.

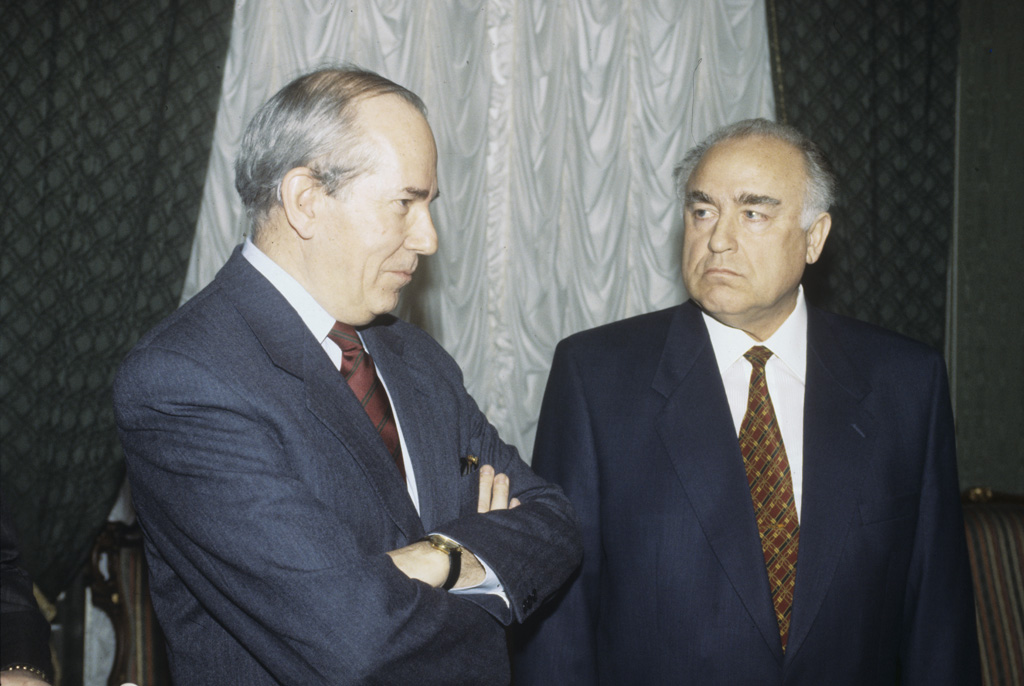
Камдессю (слева) и Виктор Черномырдин (1994 год)

С 16 января 1987 года — директор-распорядитель Международного валютного фонда. Переизбирался на этот пост трижды. Среди наиболее важных событий его пребывания в должности был восточноазиатский финансовый кризис. Покинул пост 14 февраля 2000 года.
25 августа 2009 года президент Франции Николя Саркози назначил Камдессю председателем комиссии по трейдерским компенсациям. Цель такого назначения — следить за премиальными выплатами наиболее высокооплачиваемым французским трейдерам из банков, получивших государственную поддержку.
В настоящее время — президент Semaines Sociales de France, член совета директоров Фонда Ширака и комиссии по Африке, созданной Тони Блэром. Он также является членом Папского совета по вопросам справедливости и мира.

## Оценки
Леонид Парфёнов в онлайн-версии «Намедни. Наша Эра» подчеркнул, что Мишель Камдессю был звездой русской политической жизни конца 1990-х годов. От него зависело одобрение трат и выделение новых миллиардов для России. Хотя переговоры об очередных траншах с каждым разом затруднялись, приезды в Москву главы Международного валютного фонда обставлялись всё пышнее. Неизвестному для остального мира чиновнику оказывались почести как главе государства. Особенно Камдессю смущало перекрытие ради него уличного движения. «Строгий на словах, на деле МВФ в конце концов предоставляет миллиард за миллиардом. Коммунистическая оппозиция повторяет аргументы старой пропаганды: „закабаление страны“; „заокеанские хозяева дёргают за ниточки своих кремлёвских марионеток“. Но контролируемая КПРФ Госдума программу внешних заимствований не блокирует».

## Награды
- Великий офицер Ордена Почётного легиона (2 апреля 2010)
- Командор Ордена Почётного легиона (30 октября 2003)
- Большой крест Ордена «За заслуги» (Франция)
- Кавалер Ордена «За заслуги» (Франция)
- Великий офицер Ордена Республики Кот-д’Ивуар (2012)
- Орден «Манас» III степени (25 мая 1998, Кыргызстан) — за большие заслуги в достижении финансовой стабилизации и экономического роста в Кыргызской Республике[4]